# Дом Перцовой
До́м Перцо́вой (дом Перцевой, дом Перцова) — здание в неорусском стиле, расположенное на углу Соймоновского проезда и Пречистенской набережной. Было построено в 1907 году и принадлежало Зинаиде Алексеевне Перцовой, жене инженера путей сообщения Петра Николаевича Перцова.
Автором проекта был художник Сергей Малютин, в качестве архитектора выступил Николай Жуков, руководил строительством инженер Борис Шнауберт. Здание задумывалось как доходный дом для творческой интеллигенции. В разное время в нём проживали художники Павел Соколов-Скаля, Роберт Фальк, Василий Рождественский, Натан Альтман, Александр Куприн и другие. В 1908—1909 годах в подвале дома размещался театр-кабаре «Летучая мышь». С середины 1970-х находится в ведомстве Главного управления по обслуживанию дипломатического корпуса при МИД России.

## История

### Строительство

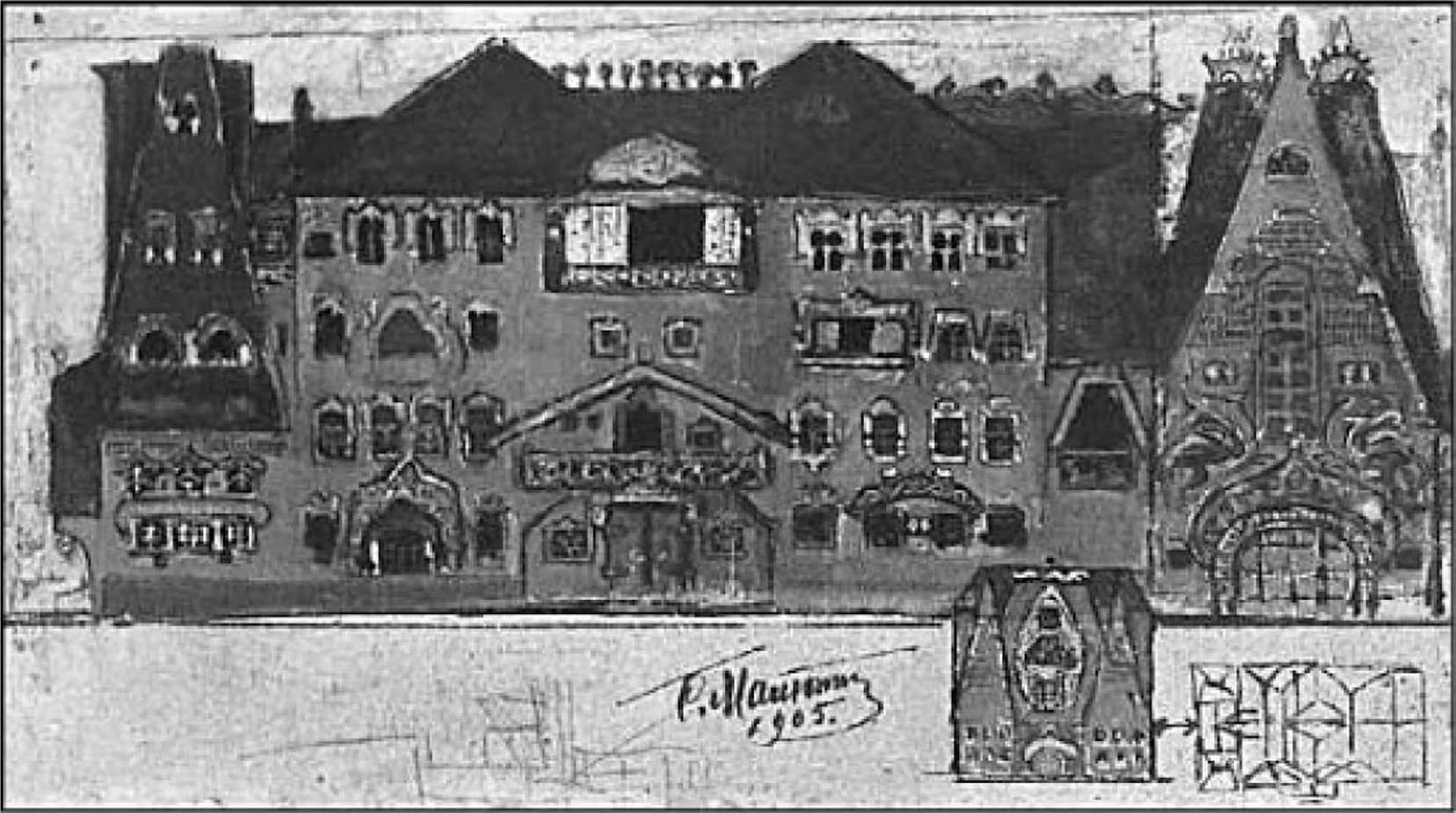
Эскиз дома Перцовой, выполненный Сергеем Малютиным, 1905 год

Будучи известным меценатом и покровителем искусства, Петр Николаевич Перцов задумал построить доходный дом для одарённых художников и артистов. В 1902 году подобрать подходящее место ему помог известный коллекционер Иван Цветков, посоветовавший участок с видом на Кремль и храм Христа Спасителя. В благодарность за рекомендацию Перцов дал слово построить дом в русском стиле.
Зимой 1905 года был объявлен закрытый конкурс на составление проекта доходного дома, в котором участвовали Аполлинарий Васнецов, Сергей Малютин, архитекторы А. И. Дидерихс, Леонид Браиловский. Перцов выдвинул два основных условия: строение должно было «отвечать духу и преданиям Москвы и требованиям современности». Также он оставил за собой право выбрать замысел любого из номинантов. В жюри были приглашены Виктор Васнецов, Василий Суриков, Фёдор Шехтель, Василий Поленов, Сергей Соловьёв, Илларион Иванов-Шиц, Станислав Ноаковский. Премию в 800 рублей и первое место выиграл Аполлинарий Васнецов, но будущему хозяину дома больше понравилась работа Сергея Малютина, занявшая второе место. Здание было необычным и интересным, но не совсем соответствовало условиям конкурса.
Изначально Перцов планировал переработать проект Малютина, но среди отвергнутых эскизов художника увидел здание, полностью отвечающее его пожеланиям. Это был жилой комплекс в неорусском стиле с элементами модерна, в основе которого лежал типовой трёхэтажный дом, построенный на этом участке в 1886 году. По задумке автора к нему добавили мансарду, оборудованную под художественные студии, со стороны набережной пристроили четырёхэтажный особняк, а вдоль переулка — боковой корпус, примыкающий под острым углом.
Архитектором проекта выступил Николай Жуков, который сумел объединить художественный замысел Малютина в цельный и гармоничный ансамбль. Руководителем строительства был назначен инженер Борис Шнауберт. Работы велись под непосредственным надзором хозяина дома, вносившего коррективы по хозяйственному и техническому устройству. В соответствии с его пожеланиями все перекрытия были выполнены в камне, электрическая проводка и водосточные трубы спрятаны внутрь стен. Художественное оформление здания Перцов полностью доверил Малютину:
Меня С. В. [Сергей Васильевич] совершенно захватил своим индивидуальным талантом, и я решил всецело отдаться на его вкус. С. В. по разработке проекта в целом приступил к обработке деталей фасада и составлению рисунков для заказа наружной майолики.
По рекомендации художника для создания керамической мозаики пригласили выпускников Строгановского училища из артели «Мурава». Интерьеры Малютин задумал в русском стиле с обилием резных деревянных элементов, которые выполнили выписанные из Нижегородской губернии кустари.

### Использование дома

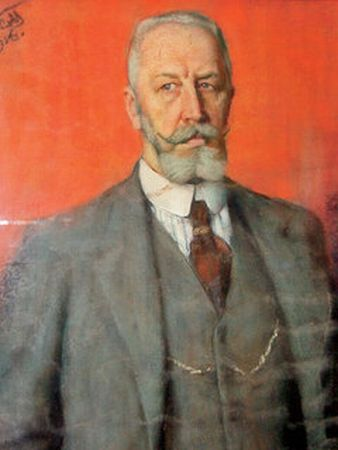
Портрет Петра Перцова. Сергей Малютин, 1916

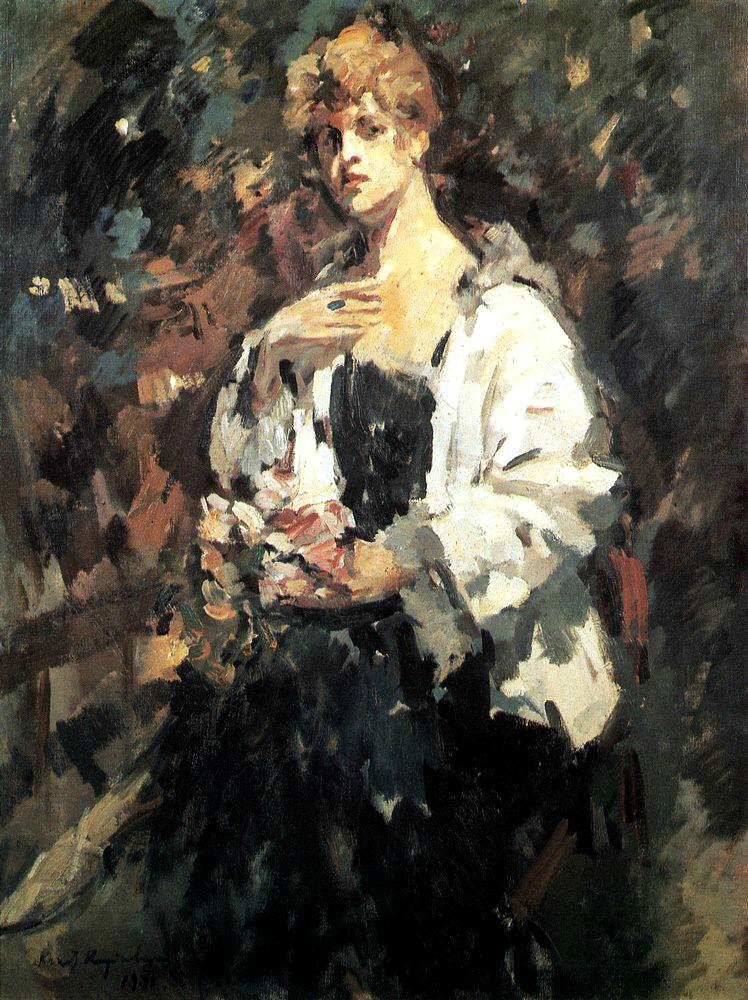
Портрет Зинаиды Николавны Перцовой (жены сына П.Н. Перцова). Константин Коровин, 1921

В апреле 1907 года Пётр Перцов с семьёй вселился в квартиру, занимавшую три этажа корпуса на набережной. Официально домом владела Зинаида Перцова — жена Петра Перцова, который приходился племянником поэту Эрасту Петровичу Перцову и прославился строительством в 1909—1917 годах железной дороги Армавир — Туапсе. Проект дороги встретил сопротивление со стороны министра финансов Владимира Коковцова, он поддерживал конкурентов из Акционерного общества Владикавказской железной дороги и отказал в выдаче кредита. В поисках финансирования на выпуск акций Перцов заложил своё имущество в банк Алексея Путилова. Зинаида Алексеевна не хотела включать дом на Пречистенской набережной в список обязательств перед кредиторами, но после уговоров мужа и сыновей дала своё согласие. Предприятие оказалось экономически прибыльным, и в 1910 году Перцов погасил ссуду и залоговое имущество было освобождено.
Большую часть помещений дома Перцовой сдавали в аренду, одно из них занял сам Сергей Малютин, он также приспособил часть подвала под хранилище своих работ. В разное время в здании арендовали студии Константин Игумнов, Борис Пронин, Никита Балиев, Александр Куприн, Павел Соколов-Скаля, Роберт Фальк, Василий Рождественский, Натан Альтман.
Весной 1908 года подвалы дома пострадали от московского потопа. Елена Константиновна Малютина, пытаясь спасти работы мужа от воды, сильно простудилась и умерла. Были утеряны некоторые из незаконченных картин художника: «Царевна», «Леший», «Баба-яга», а также монументальное полотно «Куликово Поле».

### Летучая мышь

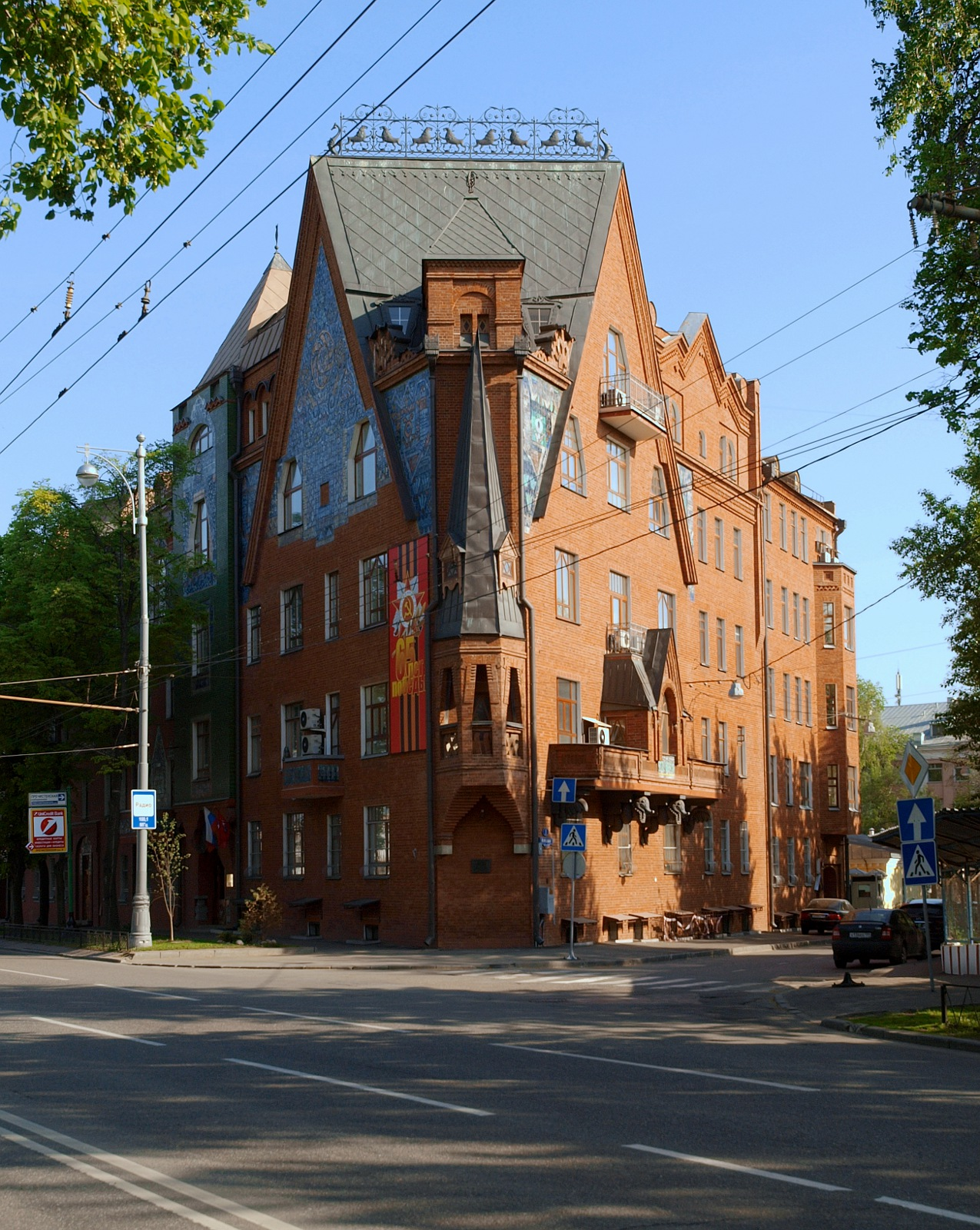
Вид дома Перцовой со стороны храма Христа Спасителя, 2010 год

В 1908 году в другом подвале здания открылось кабаре «Летучая мышь». Его основатели Никита Балиев и Николай Тарасов задумали создать неформальную площадку, где актёры Художественного театра смогли бы устраивать капустники и забавные представления. Для размещения танцевального зала Перцов углубил подвал на аршин и застелил пол дубовым паркетом. По распространённой легенде во время осмотра помещения на Балиева и Тарасова вылетела летучая мышь, в честь которой и был назван театр.
Кабаре сразу стало известно в богемных кругах, но попасть на представление можно было только по специальному приглашению. Каждый новый посетитель проходил обряд посвящения, давая обещание не обижаться на происходящее. На сцене театра можно было увидеть танцующего польку Василия Качалова, демонстрирующих французскую борьбу Фёдора Шаляпина и Леонида Собинова, дирижировавшего оркестром Владимира Немировича-Данченко и мхатовских артистов. Актёр Николай Монахов так описывал вечера в «Летучей мыши»:
Подвал был обставлен скромно, но уютно: буфетная стойка с простыми, вкусными домашними закусками, маленькая сцена, на которой артисты художественного театра изощрялись в показе различных «Самодельных» номеров. В кабаре я впервые увидел великого Станиславского, который показывал на сцене фокусы.
Кабаре располагалось в доме Перцовой до 1909 года, когда было принято решение перенести представления в более просторное помещение дома № 16 в Милютинском переулке.

### Национализация
В 1918 году здание было отреставрировано известным архитектором Виктором Мазыриным, прославившимся строительством особняка Арсения Морозова. Пётр Перцов с семьёй прожил в своём доме до 1922-го. Он являлся хранителем ценностей храма Христа Спасителя и был осуждён на пять лет за содействие церкви и ходатайство о прекращении нападок на религиозные общины в прессе. Через год после ареста инженера помиловали, но дом на Пречистенской набережной был национализирован.
В бывшей квартире Перцовых поселился Лев Троцкий, остальные помещения заняли военные деятели, среди которых были Николай Подвойский, Константин Мехоношин, Эфраим Склянский. Некоторые исследователи полагают, что именно в это время ликвидировали большую часть внутреннего убранства: сняли деревянную резьбу, побелили потолки и заштукатурили лепнину.
В 1935 году согласно генеральному плану реконструкции Москвы дом Перцовой и другие здания вблизи храма Христа Спасителя подлежали сносу. На их месте должна была расположиться площадь Дворца Советов, но проект не был реализован, и исторические постройки уцелели.
С середины 1970-х дом Перцовой находится в ведомстве Главного управления по обслуживанию дипломатического корпуса при МИД России. Здание переоборудовали под офисы, а в подвальных помещениях организовали столовую.

## Архитектура и интерьеры
Интерьеры в доме Перцовой
Малютин попытался отойти от привычной пространственной планировки четырёхэтажного дома. Благодаря разнообразию внешних объёмов, асимметрии балконов и сложной конструкции крыши здание напоминает сказочный терем. Обширные познания в древнерусском зодчестве помогли художнику интерпретировать его каноны по-новому, соединив их с эстетикой модерна.
Особое место в архитектурном ансамбле занимают хоры, создающие иллюзию многоэтажных мансард. Угловой балкон, находящийся на стыке главного здания и пристроенного корпуса, украсили массивным шатром-шпилем. Сверху на коньке двускатной крыши при Перцовых располагалась золочёная решётка со львами, а завершал композицию литой петух на шпиле зелёной башни. Четвёртый этаж украшала громоздкая лоджия «Беседка Царицы» с позолоченной крышей.
Фронтоны дома, отделанные майоликовой мозаикой, и искусная резьба дверных проёмов наполнены сказочно-былинными мотивами. Основной тематикой узоров является волшебный сад: на торце здания возвышается яркое солнце, освещающее причудливые цветы и растения. Некоторые искусствоведы также отмечают в убранстве черты скандинавского модерна: изображения драконов, медведей, рыб и сов, витиевато переплетающихся друг с другом. Отдельное внимание уделено мифическим птицам: гамаюн, феникс и сирин охраняют подъезды дома, а дымоход выполнен в виде спящей совы.
Хозяин дома хотел, чтобы во всех деталях прослеживались солидность устройства и требования эстетики, поэтому Малютин тщательно продумал интерьеры, наполнив их мотивами славянского фольклора. Стены столовой Перцовых отделали дубовыми панелями, лифт для посуды инкрустировали майоликовой мозаикой, изображавшей доменную печь, арки, наличники и карнизы выполнили из волнистой берёзы и обильно украсили резьбой. В столовой Перцовых установили витраж «Въезд Победителя», выполненный мастерами Строгановского училища по эскизу Михаила Врубеля. В кабинете хозяина дома висела картина Филиппа Малявина «Мужик», а в комнате при столовой полотно Николая Рериха «Заморские гости».

Отделка дома Перцовой
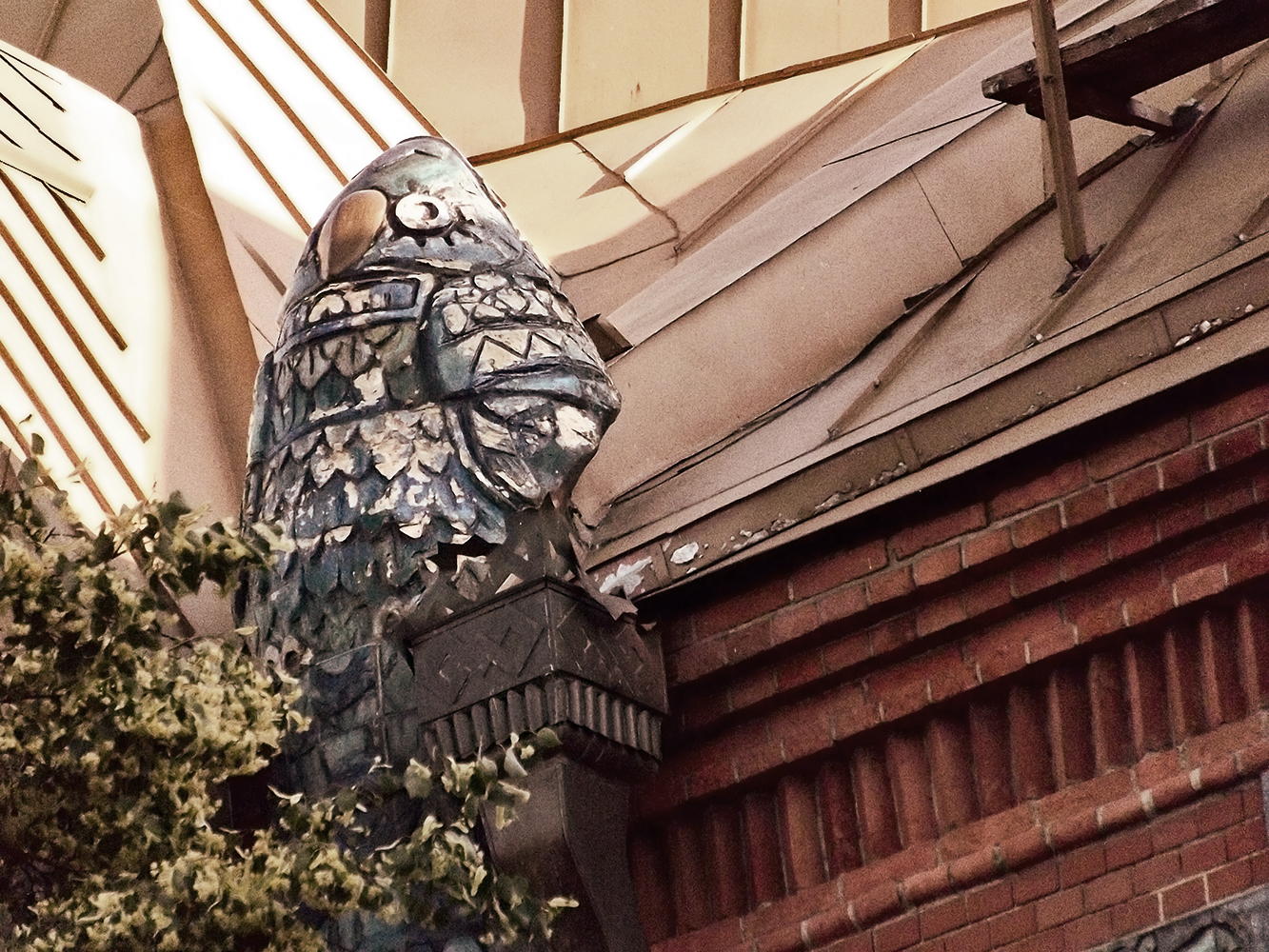
Украшение фасада, 2012 год
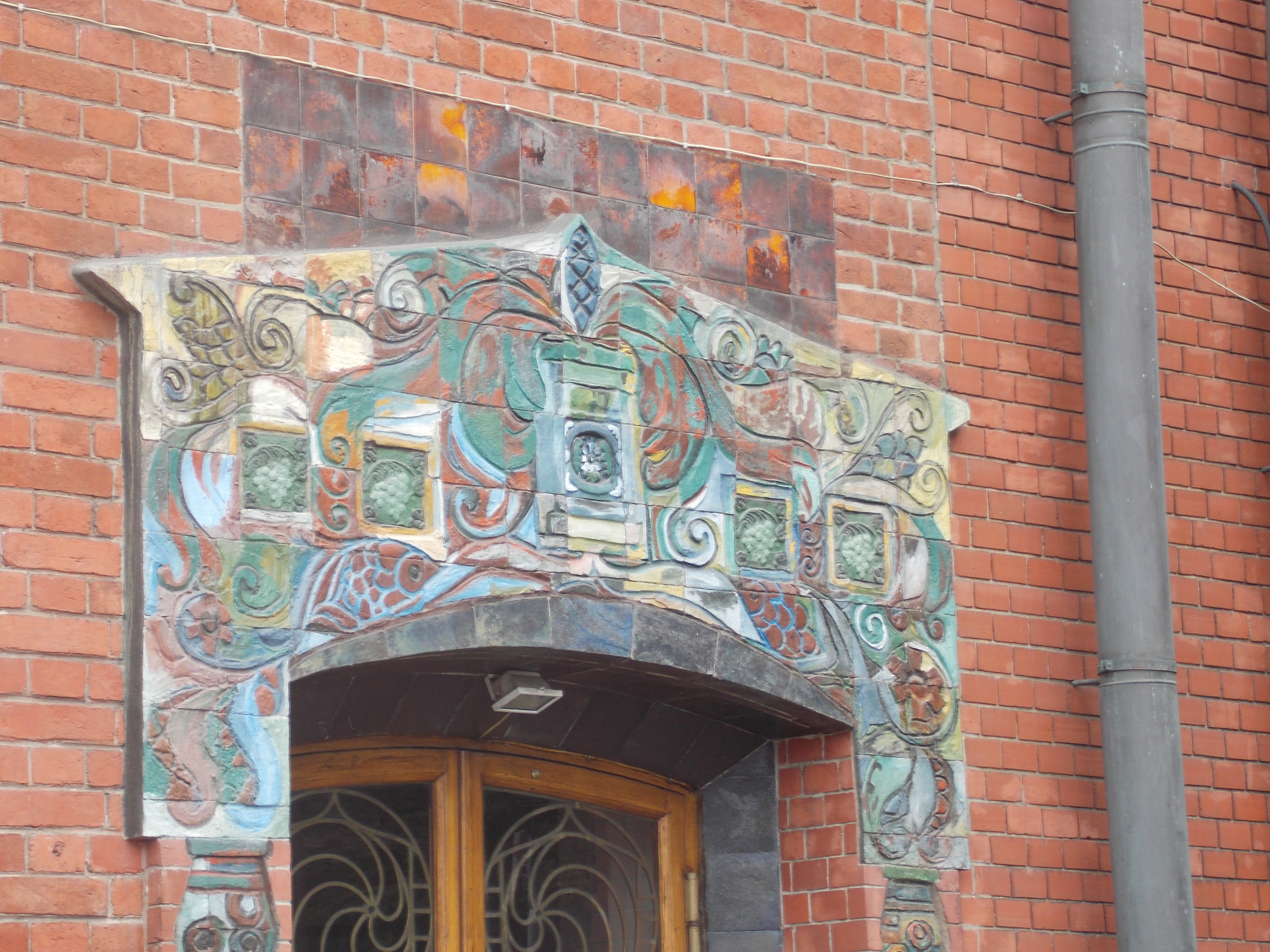
Украшение фасада, 2013 год
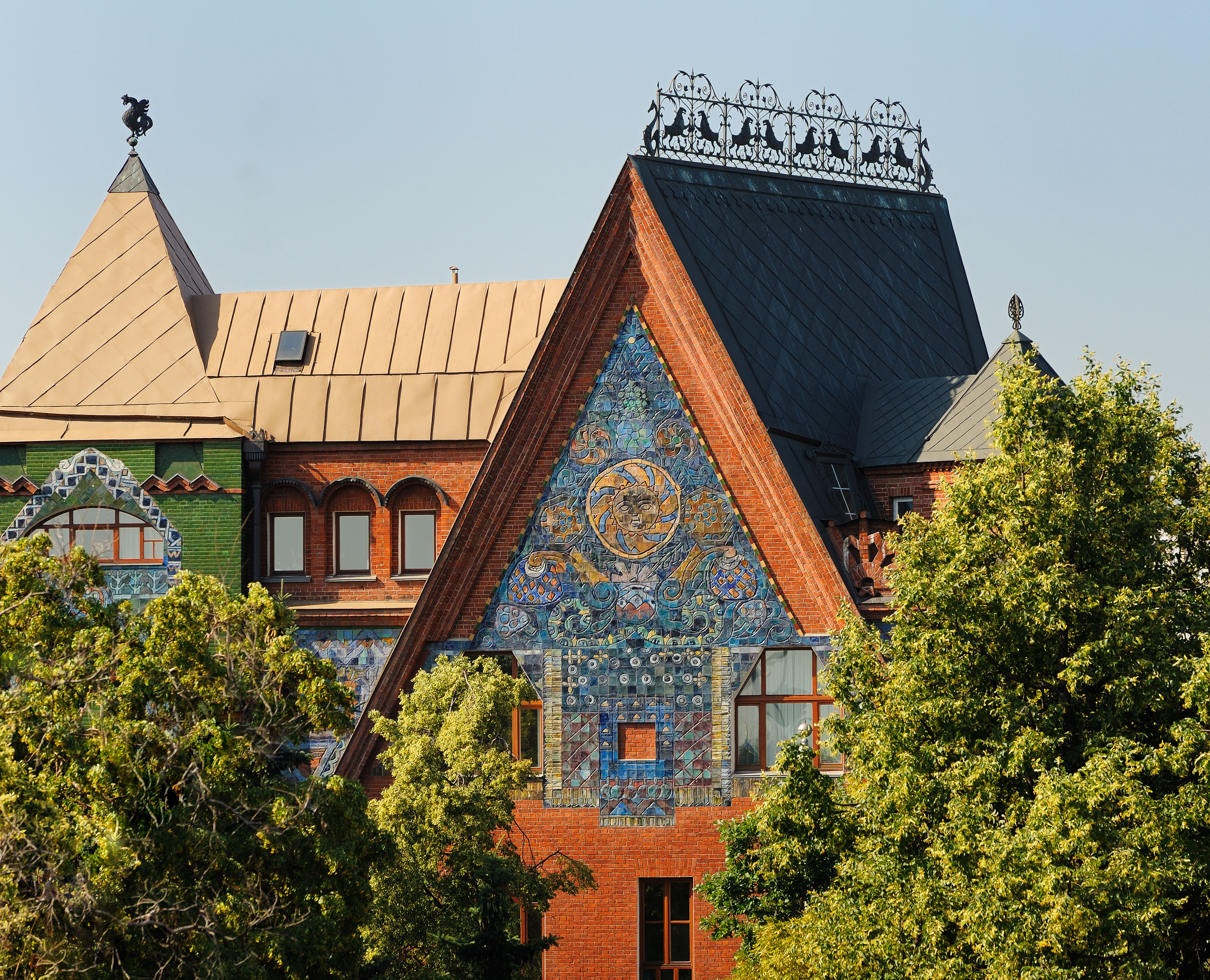
Фронтон дома, 2011 год
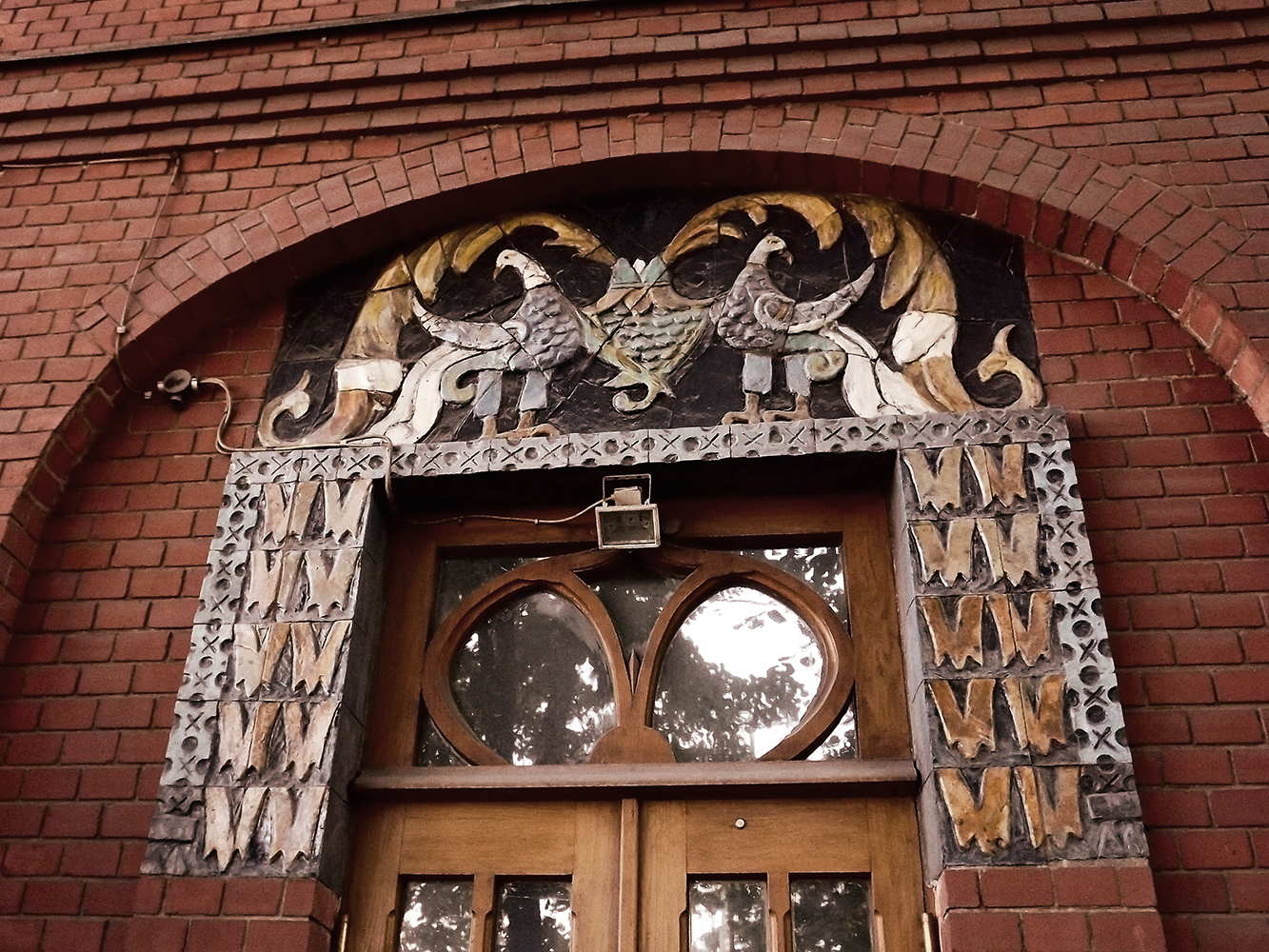
Оформление подъезда, 2012 год
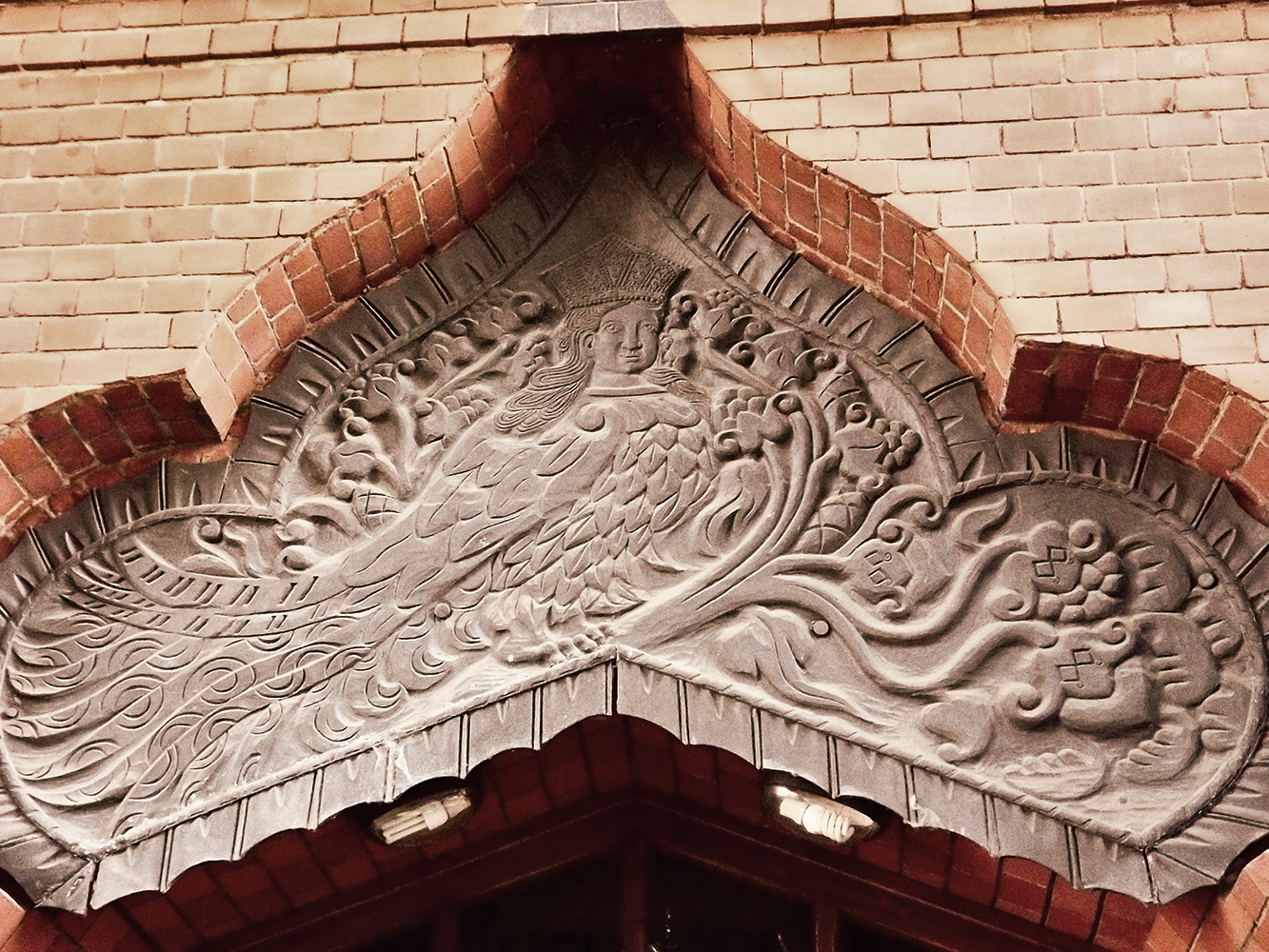
Оформление подъезда, 2012 год

## Дом в искусстве
Яркое и необычное строение сразу привлекло внимание общественности. Его прозвали «Домом-сказкой», а художественный критик Сергей Глаголь выпустил статью, в которой отмечал архитектурные особенности постройки. Издательство братьев Сабашниковых включило здание в путеводитель «По Москве» в качестве городской достопримечательности:
Дом Перцовой у храма Христа Спасителя по рисункам С. В. Малютина уже полная блестящая импровизация в духе сказочно-былинного стиля.
Некоторые литературоведы считают, что именно в этом доме жила героиня рассказа Ивана Бунина «Чистый понедельник». Точного подтверждения этому предположению нет, но описанные в тексте интерьеры во многом копируют убранство помещений Перцовых. Также здание упоминает герой романа Алексея Толстого «Хождение по мукам» поэт-футурист Александр Жиров.